# 邢增华
邢增华（1960年4月1日—2020年1月9日），出生于新加坡，文字与视觉艺术创意人、华语歌词作家，为90年代新加坡《波希米亚》杂志的主要开创者之一，并曾先后担任多家中文杂志以及多个大型平面、动态美术设计项目的创意、艺术总监。曾担任2010年上海世博会新加坡馆日演出视频项目《海岛之歌》企划、文案、创意与制作。
邢增华自80年代开始从事歌词写作至今，现为新加坡词曲版权协会成员，写下许多令人耳熟能详作品。 
2020年1月9日，邢增華逝世，享年59歲。

## 主要作品
- 《一千个伤心的理由》（张学友）
- 《心酸》《峰回路转》（刘德华）
- 《你是我的唯一》《再一次恋爱》《我想说的是》《路弯弯》《不负人，不负我》《我真的要走了》《相亲相爱最坚强》《赶在年轻的前方》《在你关上的门后》《爱是一种伤害》《无言的爱》《爱你那天开始》等（巫启贤）
- 《点一把火炬》（林俊杰）（与许环良合写）
- 《我还想她》（林俊杰）
- 《心会跟爱一起走》（郭峰，陈洁仪）
- 《影子情人》（许美静 / 林忆莲）
- 《心里住着一个梦》（许美静）
- 《爱了再说》（吴尊）
- 《妈妈宝贝》（李冰冰）
- 《碎花如雨随风飞》（田劲 / 蔡幸娟）
- 《和平的代价》（陈瑞彪）
- 《舞菌 DANCING VIRUS》（小松，小柏）
- 《一朵花对一个女人的意义》（张美香）

## 奖项
- 1989年－第3届新乐奖：

－最佳作词人
－最佳作词作品《你是我的唯一》
－最高荣誉奖《你是我的唯一》
- 1997年－新加坡词曲作家协会奖：

－最佳本地中文流行歌曲《一千个伤心的理由》
- 1997年－新视红星大奖：

－最佳电视剧主题曲《和平的代价》